# Зимблите, Казимира
Казимира (Казе) Зимблите (лит. Kazimiera (Kazė) Zimblytė, 4 апреля 1933, Бреджюнай — 1999, Вильнюс) — литовская художница. К. Зимблите и Эугениюс Антанас Цукерманас являются первыми художниками в Литве, начавшими систематически работать в русле абстракционизма.

## Биография

### Ранние годы
Казимира Зимблите родилась 4 апреля 1933 в деревне Бреджюнай Укмергского уезда. Её отцом был Антанас Зимблис (1903—1967), происходивший родом из полонизированной семьи, матерью — Каролина Пиварайте (1908—1977), выросшая в поместье Локине Укмергского уезда. Благодаря семейному окружению Зимблите свободно изъяснялась как на литовском, так и на польском языках.
Будущая художница окончила Укмергскую гимназию для девочек, после чего в 1952—1956 изучала текстиль в Государственном художественном институте Литовской ССР. Впоследствии на несколько лет прервала обучение, и поэтому окончила художественный институт только в 1959.
Над дипломной работой в институте Зимблите трудилась под руководством Софии Вейверите: художественной задачей выпускницы кафедры текстильного производства была пошивка одежды для студенческого показа мод с участием однокурсников. Для осуществления этой задачи одна из фабрик Литвы взялась за крашение тканей по проекту Зимблите.
После окончания учёбы выпускница института непродолжительное время создавала эскизы тканей для массового производства на комбинате «Дайлес». В 1959 она также стала членом республиканского Союза художников и получила в личное пользование мастерскую в вильнюсском районе Антакальнис (Антоколь).
В 7-м десятилетии Зимблите в качестве автора декоративных композиций, а также текстильных эскизов и аппликаций принимала участие во всесоюзных и международных выставках — к примеру, в республиканской выставке женщин-художниц в Вильнюсе, художественной выставке прибалтийских республик в Москве, выставке декоративно-прикладного искусства Прибалтики в Югославии, международной выставке в Осаке.

### Поворот к абстракционизму
Разочаровавшись в изобразительных возможностях декоративно-прикладного искусства, Зимблите вплотную обратилась к художественным опытам в рамках абстракционизма.
Хотя первые попытки создания абстракционистских полотен в Литве относятся к концу 1950-х, именно К. Зимблите и Э. А. Цукерманас в конце 1960-х — начале 1970-х впервые в республике начали систематически работать в области художественной абстракции. С одной стороны, приход этих двух художников к абстракционизму был облегчен тем, что они не были ограничены рамками той или иной живописной школы (К. Зимблите в своё время изучала текстиль, Э. А. Цукерманас — архитектуру). С другой стороны, существовали серьёзные проблемы с публичной демонстрацией абстракционистских произведений: отношение советских идеологов к данному художественному направлению было отрицательным, К. Зимблите и Э. А. Цукерманас официально не числились в числе живописцев, а сама специфика абстракционизма делала невозможным создание компромиссных произведений, приемлемых для властей.
После завершения учёбы Зимблите начала сотрудничать с фабричными предприятиями, создавать для них эскизы крашения текстильной продукции, которые отличались оригинальностью и пользовались успехом: к примеру, для специалистов предприятия «Кауно аудиняй» (лит. Kauno audiniai), впечатлённых творческими решениями художницы, её проекты были настоящей находкой. Тем не менее ряд особенностей советской системы значительно затрудняли работу Зимблите в области прикладного искусства: в частности, если какой-либо художник хотел в полной мере использовать возможности, предоставляемые промышленным производством, он должен был официально трудоустроиться на фабрике. Творения художника, работавшего на производстве, автоматически становилось собственностью фабрики. Подобная система обезличивания автора была мало приемлема для Зимблите. Аналогичная ситуация складылалась и в области архитектуры: проекты профессиональных архитекторов (в том числе и Эугениюса Цукерманаса) принадлежали соответствующим бюро. В результате такие художники, как Зимблите, Цукерманас и Линас Катинас (также архитектор по образованию) начали обращаться к живописи, графике, эксподизайну и малым архитектурным формам — подобные типы самовыражения предоставляли деятелям неформального искусства возможность создать произведение за относительно короткий срок, быстро установить контакт со зрителем и при этом никак не зависеть от государственного аппарата.
Параллельно Зимблите плодотворно сотрудничала с архитекторами: в частности, по приглашению Альгимантаса и Витаутаса Насвитисов она вместе с рядом других художников приняла участие в оформлении интерьеров известного вильнюсского кафе «Неринга». Однако, наметившаяся тенденция властей к ужесточению централизированной системы управления сферой искусства привела к падению спроса на комплексное проектирование интерьеров, так как необходимость постоянно испрашивать у руководства всевозможные разрешения и сложность в исполнении заказов приводили к длительному затягиванию терминов реализации сложных проектов. Не имея возможности полноценно реализовать себя в «родной» области, амбициозная и нонконформистски настроенная Зимблите обратилась к мольбертной живописи и графике.
Во времена «оттепели» Зимблите принадлежала к группе молодых художников-нонконформистов (Винцас Кисараускас, Линас Катинас, Владас Вильджюнас, Витаутас Шерис и другие), которым прежде всего было свойственно неприятие официально признанного социалистического реализма. Молодые оппозиционеры в индивидуальном порядке стремились модернизировать формы самовыражения, «приватизировать» своё культурное пространство (то есть, полностью отказаться от «общественно значимой» функции искусства). Эти художники переняли утвердившееся в модернизме представление о творце как об аутсайдере в контексте общества и воспринимали своё творчество как проявление жизненной морали, своеобразный сакральный акт (согласно сохранившимся записям, и для Зимблите, и для Кисараускаса творческий процесс был подобен молитве).
Значимой проблемой для деятелей неформального искусства Литвы была нехватка актуальных данных о культурной жизни и современном искусстве в капиталистических странах. До восстановления независимости зачастую единственным источником информации подобного рода была польская пресса: журналы Sztuka, Projekt, Przegląd Artystyczny, газеты Polityka и Przekład Literacki. У Зимблите не было проблем по части ознакомления с этими печатными изданиями благодаря владению польским языком.
До обращения к абстракционизму живописное творчество Зимблите было представлено тщательно выписанными акварелями в русле импрессионизма, созданными ещё в студенческие годы, автопортретом в цыганском платке, пейзажами с изображением берёзовых лесов и пасущихся коров в окрестностях Бреджюнай. В начале 7-го десятилетия творческая манера художницы претерпела кардинальные перемены: из полотен Зимблите исчезли перспектива и академическая упорядоченность, место которых заняла характерная светлая линия в духе Матисса. В том же временном промежутке Зимблите и ряд других представителей неформального искусства Литвы (Сауле Кисараускене, Витаутас Шерис, Альфонсас Амбразюнас, Антанас Кмеляускас) заинтересовались монотипией и теми возможностями, которые эта художественная техника предоставляла для обновления форм самовыражения деятелей неформального искусства. Монотипии Зимблите, создававшиеся с применением цинковой пластины, отличаются от похожих работ коллег-нонконформистов прозрачностью пространства и линии.
Судьбоносным событием в жизни Зимблите стало знакомство с известным московским искусствоведом Анатолием Стригалёвым. Под влиянием Стригалёва Зимблите направилась в Москву, которая привлекала художницу обилием выставок мирового искусства, доступом к более обширной периодической литературе, посвящённой творческим поискам в западных странах, а также собраниями русского авангарда, хранящимися в фондах столичных музеев. В середине 7-го десятилетия в биографии Зимблите был период продолжительностью в 5—6 лет, когда она в течение продолжительных отрезков времени останавливалась жить в Москве у Стригалёва. В конце того же десятилетия художница вернулась в Литву.
Благодаря общению с московскими художниками и ознакомлению с материалами польской прессы Зимблите смогла составить представление об актуальных тенденциях модернистского искусства. Особенно глубокое впечатление на художницу произвело творчество немецкого мастера Пауля Клее.

### Первая выставка
Первая выставка абстракционистских полотен Зимблите состоялась в 1968 в зале заседаний вильнюсского издательства «Вага» — помещении, непредназначенном для официальных мероприятий. Согласно подготовленному к открытию экспозиции авторскому буклету, для показа на выставке были отобраны 23 работы, большинство из которых созданы в смешанной технике (темпера, коллаж). Живописец и график Винцас Кисараускас (1934—1988) в своей неопубликованной рецензии экспозиции писал, что небольшой зал издательства не слишком подходил для выставочной деятельности. Тем не менее Зимблите удалось найти такой способ демонстрации своих полотен, в котором, по мнению Кисараускаса, присутствовал элемент творческого подхода: большинство картин было размещено на стенах, в то время как несколько работ меньшего формата были прикреплены к спинкам стульев и составлены в центре помещения, образуя пространственную композицию.
Фрагменты конструктивно разделённых фигур и абстрактных деталей, расположённые на ровном монохромном фоне, приглушённые цвета неба и земли, а также разбавленно-чёрная линия мазка свидетельствовали о тогдашнем увлечении Зимблите творчеством Пауля Клее. Кисараускас писал в своей рецензии, что представленные на выставке полотна «преисполнены тишины и белесых сумерек, в них ничто не двигается, нет никакого напряжения, лишь великая расслабленность и непосредственность».
В 1970 Кисараускас писал, что выставка картин Зимблите пользовалась большим успехом в художественных кругах и вызвала немало споров, а отзывы варьировались от безусловного одобрения до полного неприятия. В свою очередь, реакция Союза художников и Министерства культуры Литовской ССР была очень резкой и не заставила себя долго ждать: выставка была закрыта спустя два дня после открытия. Одновременно дирекции издательства «Вага» было запрещено предоставлять кому-либо свои помещения для экспозиций любого рода без разрешения Министерства культуры, проведение персональных выставок без предварительного согласования с Министерством также запрещалось. Самой Зимблите также не удалось избежать санкций властей: в будущем министр культуры Литовской ССР, как правило, без всяких комментариев отказывался от договоров в сфере текстильной продукции, подготовленных выставочным комитетом по эскизам Зимблите, а на одном из всё-таки принятых документов министр оставил лаконичную резолюцию: «Только реалистично».

### Развитие творческой манеры
В марте 1971 года в частном помещении Юдиты и Витаутаса Шерисов (художественном салоне Юдиты Шерене) прошла вторая выставка живописных работ Зимблите в этой неофициальной галерее (первый раз художница выставлялась у Шерисов в 1968 году). В 1971 году Зимблите представила на суд зрителей 13 работ, которые были созданы в период с 1969 по 1970 год — то есть, уже после проведения выставки в зале заседаний издательства «Вага». В тот период полотна художницы окончательно утратили элементы конкретности художественных образов, что хорошо заметно в таких работах, как «Фактурная композиция» (лит. Faktūrinė kompozicija, 1969), «Чёрная композиция» (лит. Juodoji kompozicija, 1969), «Композиция с бумажками от пачек сигарет, которые подарил С. Будрис» (лит. Kompozicija su cigarečių pakelių popieriukais, kuriuos padovanojo S. Budrys, 1970). Зимблите, пришедшей в мир мольбертной живописи из области прикладного искусства, было близко творчество представителей абстрактного экспрессионизма, ташизма и испанского информализма, сочетавших в своих работах традиционные виды живописи с неравномерными (изорванными либо покрытыми краской из распылителя) фактурами и аппликациями из обветшалых тканей (Антони Тапиес, Хуан Хосеп Тарратс, Модест Кушарт).
Минималистичное сочетание фактуры и цвета в картинах Зимблите — полотна, деревянного подрамника, изорванного картона, проступающих сквозь темперные или масляные краски фрагментов коллажа серебристого (обёртки от конфет) и золотистого (медная фольга) цветов — соединило в себе мотивы живой природы, зелень травы и цветов с чернотой плодородной почвы. Отвергавшие соцреализм представители неофициального искусства в Литве зачастую обращались в поисках вдохновения к собственному религиозному опыту и переживаниям, связанным с чувством возврата к природе. В жизни и творчестве Зимблите природа, а также родная усадьба в Бреджюнай играли важную роль.

### Работа в Москве
В первой половине 7-го десятилетия Зимблите предложили работу в Москве, которая заключалась в создании эскизов и пошивке занавеса для концертного зала в новом здании Государственного музыкального училища имени Гнесиных, построенном в 1974 году. В период своего очередного пребывания в Москве (1973—1975) Зимблите жила у искусствоведа Василия Ракитина и его жены Елены. Пребывание в столь крупном культурном центре, как Москва, новые знакомства, а также сама раскрепощённая атмосфера столичного художественного андеграунда положительно сказывались на творчестве художницы, хотя по своей специфике работы Зимблите не вписывались в местный контекст.

### Выставка в Москве
В 1978 году в частной галерее Ракитиных была проведена персональная выставка Зимблите, на которой художница представила восемь отдельных работ и четыре цикла рисунков. К тому времени стабильность статичных и чётко обозначенных художественных пространств уже перестала удовлетворять Зимблите. Стремление Зимблите запечатлевать состояния непрерывности и изменчивости нашло своё выражение в создании протяжённых бумажных лент, раскрашенных в равномерные тона с помощью нитроэмалевых красок. Стремясь подчеркнуть в своих работах текучесть времени, художница также приклеивала к бумажным лентам собственные старые рисунки, выполненные в различных стилистиках — от бытовых зарисовок до чисто абстрактных изображений. Информация о московской выставке Зимблите впоследствии распространилась далеко за пределы местного художественного андеграунда: так, среди посетивших галерею Ракитиных был греческий дипломат и коллекционер Жорж Кастакис, приобрёвший несколько лент. У работ Зимблите нашлись и другие покупатели, приобретения которых вскоре осели в частных коллекциях.
В конце 7-го десятилетия живописная манера Зимблите претерпела очередную метаморфозу: цветовую палитру художницы пополнили небесная лазурь и белый цвет, также Зимблите отказалась от техники раздельных мазков и взяла за обыкновение распылять на поверхности холста нитроэмалевые краски. На смену прежней контрастности, создаваемой наслоением различных по своему происхождению материалов, пришло акцентирование внимания на переплетениях волокон холста.

### Концептуальные игры
В 7-м десятилетии ряд литовских деятелей искусств (В. Кисараускас, Валентинас Антанавичус, Альфонсас Амбразюнас) под воздействием известий о творческой жизни в капиталистических странах начали экспериментировать в области ассамбляжа. Такие эксперименты свидетельствовали о стремлении художников выйти на открытое пространство, поместить свои произведения в контекст живой природы и урбанистического ландшафта.
В 1978 году у Зимблите возникло обыкновение украшать стены своей мастерской бумажными лентами по случаю празднования дней рождения, именин, Дня святого Казимира и другим поводам. Желание художницы покинуть пределы замкнутых пространств, ограничивающих ощущения свободы и переменчивости, нашло своё выражение в обращении Зимблите к художественной инсталляции.
В 1978 году в вильнюсском саду Ерузалес (лит. Jeruzalės sodas) группа художников, в состав которой, помимо Зимблите, также входили скульпторы Гедиминас Каралюс, Пятрас Мазурас и Владас Вильджюнас, организовала акции постмодернистского толка, названные «концептуальными играми». Как раз в то время, когда в Литве начали созываться симпозиумы по скульптуре, Зимблите и Мазурас экспонировали в саду Ерузалес художественные объекты, изготовленные из необычных материалов — полиэтилена, тканей, бумаги.
Для Зимблите «концептуальные игры» и прочие акции подобного толка были одним из способов выразить свой внутренний мир, только на этот раз отголоски личных переживаний художницы помещались в контекст естественного (натурального) пейзажа. В саду Ерузалес у деревянных шестов и яблоневых деревьев по ветру свободно развевались бумажные ленты — эфемерное творение человеческих рук, повинующееся стихии природы, а также символизирующее бесконечное становление и одновременно хрупкость материи. В 1979 году Зимблите повторила похожий творческий эксперимент в родной деревне Бреджюнай.
В инсталляциях художницы бумажные ленты развевались по ветру, подобно воздушным змеям, а поздней осенью 1979 года во время художественной акции в саду Владаса Вильджюнаса и Марии Ладигайте Зимблите пришла в голову мысль обернуть полосы бумаги вокруг стволов деревьев.
В 1979 году художница также превратила в произведение современного искусства дом Вильджюнасов в саду Ерузалес: Зимблите спустила с крыши и балкона здания бумажные ленты, украшенные её собственными рисунками. По мнению преподавателя Вильнюсской художественной академии Лаймы Крейвите, эти ленты вызывали чувство ностальгии по литовской деревне своим сходством с тканями, изготовленными для отбеливания, и одновременно являлись образцом свободного самовыражения, неумещающегося в традиционных рамках.
В 1989 году Зимблите создала ещё одну инсталляцию в неурбанистическом пространстве, разложив на траве листы целлулоидной бумаги, в которых отображались плывущие по небу облака.
Гармоничное соприкосновение художественного мира Зимблите с живой природой способствовало размышлениям о взаимосвязи земного и потустороннего миров. Используя этот духовный опыт, Зимблите создала цикл работ универсально-сакрального толка («In Memoriam…» I—VIII, 1980—1988), украсивших интерьер здания похоронного бюро Вильнюса (архитектор Чесловас Мазурас, 1975, 1988). Ряд подобных произведений также попали в коллекцию священника Грациюса Сакалаускаса в формируемом Центре католических исследований в Мариямполе.

### Выставка 1988 года
После начала перестройки, и, как следствие, постепенной либерализации культурной сферы в Советском Союзе у Зимблите впервые с 1968 года появилась возможность выставить свои работы на публичной персональной выставке, которая состоялась в июле 1988 года в вильнюсском Дворце художественных выставок. Для демонстрации на выставке было отобрано 25 картин и 21 рисунок. Из отобранных живописных работ одна картина была написана в период 1966—1969 годов («Визия»), 18 — в период 1970—1979 годов (из циклов «Возможно, это спокойствие…», «Золотых ангельских крыльев ностальгия…», «Меняется…», «Вероника — деревня», «Спокойствие — движение»), шесть — в период 1980—1988 годов (из циклов «Настроения…», «In Memoriam…»). Представленные на выставке рисунки относились к трём художественным сериям: IX, X и XIII.

### После восстановления независимости
После восстановления независимости Литвы миссию ознакомления общества с «подпольным» искусством представителей модернизма советской эпохи взяла на себя вильнюсская галерея «Летувос айдо». Именно это учреждение в новых условиях начало оказывать покровительство Зимблите. В галерее были организованы три персональные прижизненные выставки художницы (в 1994, 1996 и 1999 годах) и впервые представлены на суд публики ранние монотипии Зимблите (в 1996 году). В этом учреждении также были скрупулёзно собраны многие из работ художницы, которые затем начали выставляться не только на групповых тематических выставках галереи, но и в других художественных площадках.

## Интерпретации творчества
В литовской искусствоведческой и культуроведческой литературе после восстановления независимости утвердились три основные точки зрения, напрямую связанные с восприятием модернистской живописи Литвы второй половины XX века.
Часть исследователей рассматривают живопись в качестве отражателя действительности (в широком смысле), своеобразного зеркала. Такая искусствоведческая позиция основывается на убеждении, что живописная работа может трактоваться в качестве продукта того или иного исторического периода, совокупности его социальных, политических и идеологических конструктов. Этой точки зрения придерживаются Альфонсас Андрюшкявичус, Гражина Кляугене, Лайма Лаучкайте и Йолита Мулявичуте. Экспрессионный анализ основывается на идее экспрессивного творчества, императива самовыражения. В этой системе координат живопись воспринимается как высокое искусство (искусство для искусства), делается акцент на выразительных средствах и содержании живописных произведений, подчёркивается скептический настрой художников по отношению к самой идее рационализма в творчестве. Третья точка зрения рассматривает живопись в качестве категории метаязыка (живописи о живописи, саморефлексии). Теории метаязыка в своих исследованиях придерживается Эрика Григоравичене.
Первые две трактовки напрямую связаны с вопросом о происхождении абстракционизма в Литве. В литовском искусствоведении главенствует мнение, что абстракция возникла в результате всё большего абстрагирования окружающей действительности (к примеру, пейзажа), а не принципиальной установки художника создавать абстрактные изображения. К числу сторонников такой точки зрения принадлежат Раминта Юренайте и та же Йолита Мулявичуте.

## Выставки

### Индивидуальные
| Дата                               | Место проведения                                                                 | Город (местность) | Примечание                                                |
| ---------------------------------- | -------------------------------------------------------------------------------- | ----------------- | --------------------------------------------------------- |
| 1968                               | Издательство «Вага»                                                              | Вильнюс           | 23 работы                                                 |
| 1968                               | Художественный салон Юдиты Шериене (частное помещение Юдиты и Витаутаса Шерисов) | Вильнюс           | III выставка у Вильняле. 10 работ (1965—1968)             |
| Март 1971                          | Художественный салон Юдиты Шериене (частное помещение Юдиты и Витаутаса Шерисов) | Вильнюс           | 13 работ (1969—1970)                                      |
| 1978                               | Мастерская К. Зимблите                                                           | Вильнюс           | Выставка рисунков                                         |
| 1978                               | Мастерская Владаса Вильджюнаса                                                   | Вильнюс           | Живопись, ленты                                           |
| 1978                               | Частная галерея Ракитиных                                                        | Москва            | 3 живописные работы, 5 лент, 4 цикла рисунков (1976—1978) |
| 1979                               | Частное помещение Владаса Вильджюнаса и Марии Ладигайте                          | Вильнюс           | Ленты                                                     |
| 1979                               | Усадьба К. Зимблите                                                              | Деревня Бреджюнай | Ленты                                                     |
| 1988                               | Дворец художественных выставок                                                   | Вильнюс           | 25 живописных работ, 21 рисунок                           |
| 1994, 1996, 1999, 2005, 2009, 2011 | Галерея «Летувос айдо» («Летувос айдас»)                                         | Вильнюс           |                                                           |
| 1999                               | Галерея Гедре Бартельт                                                           | Берлин            | Выставка «Против течения»                                 |

### Коллективные
| Дата         | Место проведения                                             | Город (местность)  | Примечание                                                                                            |
| ------------ | ------------------------------------------------------------ | ------------------ | --- |
| 1960         | Литовский художественный музей                               | Вильнюс            | |
| Декабрь 1977 | Дворец работников искусств ЛССР                              | Вильнюс            | Участие в групповой выставке живописи                                                                 |
| 1978         | Сад Ерузалес                                                 | Вильнюс            | «Концептуальные игры» (совместно с Гедиминасом Каралюсом, Пятрасом Мазурасом и Владасом Вильджюнасом) |
| 1978         | Муниципальный городской музей                                | Тулон, Франция     | Международная художественная выставка. Одна работа в смешанной технике                                |
| 1990         | Музей искусства и истории культуры Марбургского университета | Марбург, Германия  | Выставка «Вера и Апокалипсис, современное искусство Литвы»                                            |
| 1990         | Музей округа Липпе                                           | Детмольд, Германия | Выставка «Вера и Апокалипсис, современное искусство Литвы»                                            |
| 1991         | Галерея «Арка»                                               | Вильнюс            | Выставки группы «1»                                                                                   |
| 1992         | Центр современного искусства                                 | Вильнюс            | Выставки группы «1»                                                                                   |
| 1993         | Каунасская картинная галерея                                 | Каунас             | Выставки группы «1»                                                                                   |
| 1994         | Центр современного искусства                                 | Вильнюс            | |
| 1995         | Посольство Литвы в России                                    | Москва             | Выставки группы «1»                                                                                   |
| 1995         | Галерея «Летувос айдо»                                       | Вильнюс            | Выставки группы «1»                                                                                   |
| 1995         | Центр современного искусства                                 | Вильнюс            | Выставка «Жанна д’Арк: восемь комментариев»                                                           |
| 1997         | Посольство Литвы в России                                    | Москва             | Выставка галереи «Летувос айдо»                                                                       |
| 1997         | Центр современного искусства                                 | Вильнюс            | Выставка «Тихий модернизм в Литве. 1962—1982»                                                         |
| 1997         | Галерея «Летувос айдо»                                       | Вильнюс            | Выставка «Галерее „Летувос айдо“ — четыре года»                                                       |
| 1998         | Галерея «Летувос айдо»                                       | Вильнюс            | Выставка «Литва в Европе»                                                                             |
| 1998         | Национальный музей женского искусства                        | Вашингтон, США     | Выставка «Искусство Литвы. Женский опыт»                                                              |

## Комментарии
1. ↑  Персональная выставка живописи в цикле экспозиций «Абстракция и экспрессионизм: две традиции вильнюсской живописи в 1960—2009 годах».